# Joseph Waroux
Joseph Waroux, né le 26 mai 1833 à Liège et mort le 4 avril 1898 dans sa ville natale, est un graveur et dessinateur belge. Il est aussi professeur de 1881 à 1898 à l'Académie royale des beaux-arts de Liège.

## Biographie
Né le 26 mai 1833 à Liège,, Jacques Joseph Waroux est le fils de Gilles Joseph Waroux et Marie Catherine Heuskin. Il se forme à l'Académie royale des beaux-arts de Liège puis il va se perfectionner à Paris. Revenu à Liège en 1853, il s'y fait une « belle place, par son art, dans la gravure sur armes ». Il est décoré en deux occasions de la médaille industrielle pour sa participation à plusieurs expositions et « pour excellence dans sa spécialité ».
Il épouse sa compagne Marie Paschale Antoinette Demiomandre le 27 novembre 1862. Le couple a 5 enfants, dont deux meurent très jeunes : Nicolas Gilbert Waroux (1860), Françoise Catherine Lucie Waroux (1863), Marie Josephine Mathilde Waroux (1865-1868),, Antoine François Julien Waroux (1869-1870), et Jules Léon Waroux (1872). 
Il commence sa carrière dans l'enseignement à l'Institut des Sourds-Muets. « Il y parcourt un long stage, y fait de nombreuses expériences qui lui montre sa voie : il y serait resté attaché [...] si des occupations absorbantes ne l'en avaient
empêché dans ses toutes dernières années ». Il enseigne le dessin aux instituts primaires à partir de 1875, puis à l'École moyenne à partir 1876. En 1880, il passe « avec distinction, devant le jury de Louvain, les épreuves de professeur de dessin pour les Athénées et les Ecoles normales ». En 1881 il est nommé « aux fonctions de troisième professeur de principes » à l'Académie royale des beaux-arts de Liège,. Il est chargé des cours de première année (dessin élémentaire), qu'il partage d'abord avec Édouard van Marcke de 1881 à 1884, puis avec Jean Danse de 1884 à 1890 et avec Adrien Bidlot à partir de 1890. Il y enseigne jusqu'à son décès en 1898,, étant remplacé par Victor Francis au poste de professeur de dessin élémentaire. 
L'artiste, « homme d'esprit et jovial », décède le 4 avril 1898 à Liège,. Ses obsèques réunissent « une affluence de monde très considérable », dont le bourgmestre, plusieurs échevins ainsi que de nombreux professeurs et élèves de l'Académie. Il est inhumé au cimetière de Robermont. 

## Prix et distinctions
- 1867 : médaille d'argent pour les gravures sur armes que l'artiste réalise durant l'Exposition universelle de Paris[17].